# Novozlatopil
Novozlatopil (en ucraniano: Новозлатопіль; en ruso: Новозлатополь, romanizado: Novozlatopol) es un pueblo ucraniano perteneciente al óblast de Zaporiyia. Situado en el sur del país, era parte del raión de Juliaipole hasta 2020, aunque ahora es parte del raión de Pologi.

## Geografía
Novozlatopil se encuentra 25 km al este de Juliaipole. La estación de tren de Juliaipole está a 32 km.

## Historia
Novozlatopil fue fundada por colonos judíos en 1848. 
En 1929, Novozlatopil se convirtió en el centro del recién formado raión judío de Novozlatopil. En 1929, el 68% (12,1 mil personas) de la población del distrito eran judíos. 
La mayor parte de la población judía del pueblo fue exterminada por los nazis durante la ocupación alemana en la Segunda Guerra Mundial. En 1945, se disolvió el distrito de Novozlatopil, que había dejado de ser raión nacional en 1941.

## Demografía
La evolución de la población entre 1939 y 2001 fue la siguiente:
| 2200                                                          | 1209 | 1006 |
| (Fuente: Cities & Towns of Ukraine y UKRAINE: Größere Städte) |      |      |

Según el censo de 2001, la lengua materna de la mayoría de los habitantes, el 90,56%, es el ucraniano; del 9,44% es el ruso. De las 2.200 personas vivían en Novozlatopil en 1939, 1.109 (50,4%) eran judíos.